# EAST

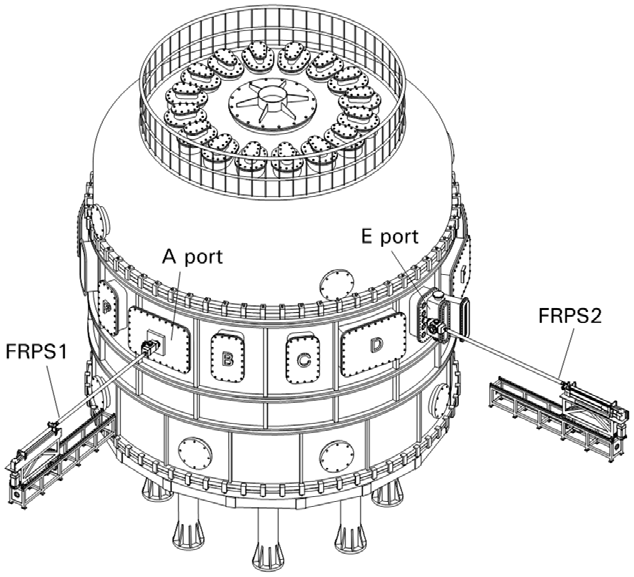
EAST의 스케치

EAST(Experimental Advanced Superconducting Tokamak)는 중국 국영 중국과학원의 플라스마 물리연구소가 개발중인 실험용 핵융합로를 말한다. 2035년까지 중국은 핵융합로를 개발할 계획이다.

## 원리
태양은 엄청난 중력으로 수소를 끌어모으고 중심온도 1500만도 환경에서 수소가 핵과 전자로 분리되는 플라스마 상태를 만들어 수소 핵끼리 융합하도록 해 49억년 동안 에너지를 생산하고 있다. 태양의 중심부는 섭씨 1500만도이며 기압은 2000억 기압으로 추정되고 있다.
그런데, 인간이 지구에서 핵융합로를 건설하는 경우, 2000억 기압을 만들기가 불가능하다. 그래서 기압은 포기할 경우, 온도를 1억도로 올리면 플라스마가 유지된다는 것을 밝혀냈다. 플라스마 안에서 중수소와 삼중수소를 핵융합해 헬륨을 만든다. 그러면 엄청난 열에너지가 발생한다.
바닷물 35L이면 중수소 1g을 공급할 수 있다. 중성자와 리튬을 반응시키면 삼중수소가 만들어지는데 1g당 약 3000만원에 달하는 비용이 필요하다.
중수소 1g과 삼중수소 1.5g이면 석탄 20t과 맞먹는 전력을 생산할 수 있다. 한 가정이 80년간 사용할 수 있는 양이다. 온실기체나 대기오염물질을 발생하지 않고, 원전과 달리 방사능이 없다.

## 상태

### 1단계
2006년 9월 28일, 1단계 가동을 시작했다.

### 2단계
2016년 11월 2일, 5천만도의 초고온 플라스마 상태를 1분간 유지하는데 성공했다.
2017년 7월 3일, 5천만도의 초고온 플라스마 상태를 101.2초간 유지하는데 성공했다. 세계 최고 기록이다. 이전의 세계기록은 한국의 한국핵융합에너지연구원이 KSTAR 핵융합로에서 2016년에 세운 72초였다.
윤시우 KSTAR 연구센터장은 "고성능 플라스마 운전 100초 돌파는 플라스마 운전에서 중요한 대부분의 물리현상을 규명하는 데 도움이 될 것"이라며 "연속운전으로 가는 시발점이자 핵융합 상용화로 가는 변곡점이 될 것"이라고 말했다.
상업용 핵융합로는 24시간 발전을 해야 한다. 그러려면 고온의 플라스마를 1000초, 약 16분 가까이 안정적으로 가동할 수 있어야 한다.

## 같이 보기
- 국제열핵융합실험로
- KSTAR